# Demanda química d'oxigen
La demanda química d'oxigen (DQO) és un paràmetre que mesura la quantitat de substàncies que són susceptibles de ser oxidades als medis químics on són dissoltes o en suspensió d'una mostra líquida. Es fa servir per mesurar el grau de contaminació i s'expressa en mil·ligrams d'oxigen diatòmic per litre (mgO₂/l). Encara que aquest mètode pretén mesurar principalment la concentració de matèria orgànica, pateix interferències per la presència de substàncies inorgàniques susceptibles de ser oxidades (sulfurs, sulfits, iodurs...), que també es reflecteixen en la mesura.
És un mètode aplicable en aigües continentals (rius, llacs o aqüífers), aigües negres, aigües pluvials o aigua de qualsevol altra procedència que pugui contenir una quantitat apreciable de matèria orgànica. Aquest assaig és molt útil per apreciar el funcionament d'estacions depuradores d'aigües residuals. Tanmateix no és aplicable a l'aigua potable, ja que aquestes tenen un contingut molt baix en matèria oxidable i la precisió del mètode no seria l'adequada, en aquests casos es fa servir el mètode d'oxidabilitat amb permanganat potàssic.
La DQO varia en funció de les característiques de les matèries presents, de les seves proporcions respectives, de les seves possibilitats d'oxidació i d'altres variables. És per això que la reproductivitat dels resultats i la seva interpretació han de tenir una metodologia d'assaig ben definida i respectada.

## Procediment d'assaig (mètode del dicromat potàssic)
El procediment es basa en l'oxidació de la matèria fent servir dicromat potàssic en presència d'àcid sulfúric i ions de plata com catalitzador. La demanda química d'oxigen es calcula a partir de la diferència entre el dicromat afegit inicialment i el dicromat que es troba després de l'oxidació.
També es pot fer servir l'espectroscopia ultravioleta-visiblemesurant el color produït per la reducció del dicromat.

### Expressió dels resultats
DQO (mg/l)= 8000 (V0-V1)T/V
On 
- V0 és el volum de sulfat de ferro i amoni necessari per a la determinació (ml)
- V1és el volum de sulfat de ferro i amoni necessari per a l'assaig en blanc (ml)
- T és el valor de la solució de sulfat de ferro i amoni
- V és el volum de la mostra presa per a la determinació.

## Comparació amb la demanda biològica d'oxigen
El valor obtingut és sempre superior a la demanda biològica d'oxigen (aproximadament el doble), ja que s'oxiden per aquest mètode també les substàncies no biodegradables. La relació entre els dos paràmetres és indicativa de la qualitat de l'aigua. A les aigües industrials hi pot haver una major concentració de compostos no biodegradables.